# Georg Meiski
Georg Carl Meiski (* 20. November 1864 in Schotten; † 29. Oktober 1929 in Ulrichstein) war ein hessischer Politiker (HBB) und Abgeordneter der 2. Kammer der Landstände des Großherzogtums Hessen.
Georg Meiski war der Sohn des Kirchenrechners Conrad Meiski und dessen Ehefrau Margarethe, geborene Wolfschmidt. Meiski, der evangelischen Glaubens war, heiratete Anna Maria geborene Jost. Er wurde 1884 stellv. Rechner und 1889 definitiv Rechner der Spar- und Leihkasse Ulrichstein und Rechner des dortigen Krankenkassenverbandes.
1902 bis 1906 war Meiski Gemeinderat in Ulrichstein. 1906 wurde er dort Beigeordneter und stellvertretender Standesbeamter. Er war Gründer der Ulrichsteiner Schulpfennigsparkasse.
Von 1909 bis 1918 gehörte er der Zweiten Kammer der Landstände an. Er wurde für den Wahlbezirk Oberhessen 10/Herbstein gewählt.